# Determinismo económico
El determinismo económico o determinismo infraestructural es la hipótesis de que la evolución de las sociedades está gobernada o fuertemente restringida por factores económicos o tecnológicos, que son parte de la infraestructura de una sociedad.

## Introducción
El filósofo Karl Marx sugirió que las estructuras sociales están fuertemente condicionadas por factores económicos y el modo de producción, a su vez determinado por la tecnología (las fuerzas productivas). Esta posición no debe confundirse con el determinismo económico en su sentido literal (la diferencia está en "condicionar" frente a "determinar" completamente). A este respecto el propio Engels aclaró el sentido del determinismo económico que tanto él como Marx habían señalado:

Según la concepción materialista de la historia, el factor que en última instancia determina la historia es la producción y la reproducción de la vida real. Ni Marx ni yo hemos afirmado nunca más que esto. Si alguien lo tergiversa diciendo que el factor económico es el único determinante, convertirá aquella tesis en una frase vacua, abstracta, absurda. La situación económica es la base, pero los diversos factores de la superestructura que sobre ella se levanta --las formas políticas de la lucha de clases y sus resultados, las Constituciones que, después de ganada una batalla, redacta la clase triunfante, etc., las formas jurídicas, e incluso los reflejos de todas estas luchas reales en el cerebro de los participantes, las teorías políticas, jurídicas, filosóficas, las ideas religiosas y el desarrollo ulterior de éstas hasta convertirlas en un sistema de dogmas-- ejercen también su influencia sobre el curso de las luchas históricas y determinan, predominantemente en muchos casos, su forma. Es un juego mutuo de acciones y reacciones entre todos estos factores, en el que, a través de toda la muchedumbre infinita de casualidades (es decir, de cosas y acaecimientos cuya trabazón interna es tan remota o tan difícil de probar, que podemos considerarla como inexistente, no hacer caso de ella), acaba siempre imponiéndose como necesidad el movimiento económico. De otro modo, aplicar la teoría a una época histórica cualquiera sería más fácil que resolver una simple ecuación de primer grado.
Carta de Federico Engels a Jose Bloch (septiembre de 1890)

El antropólogo cultural Marvin Harris ha sido uno de los principales teóricos modernos del determinismo económico o infraestructural, aplicando dicho hipótesis para explicar instituciones y hechos de numerosas sociedades preindustriales y también industriales. La particular versión de determinismo infraestructural recibe el nombre de materialismo cultural.

### Infraestructura, estructura y supraestructura
Una explicación más extensa divide los factores que condicionan una sociedad, su modo de vida, su evolución y su estabilidad, en tres niveles:
- Infraestructura, está formada por factores materiales: disponibilidad de ciertos recursos naturales, tecnología, clima, geografía y cualquier otra condición material que limite o restrinja la producción.
- Estructura, está formada por todos los factores que describen esencialmente como es la estructura social y cómo se organiza en la práctica la producción. Lógicamente muchas cosas en este nivel depende de cómo sea la infraestructura, ya que la manera de organizar la producción de bienes, depende mucho de la disponibilida dde recursos naturales y la tecnología disponible para extraerlos y procesarlos.
- Supraestructura, está formada por el conjunto de ideas, explicaciones, creencias, leyes y abstracciones usadas para justificar el orden social existente. Usualmente la supraestructura tiende a ser consistente con la estructura, los intereses de las diversas clases, cuyas relaciones vienen explica por la estructura, propiamente dicha.

La tesis del determinismo infraestructural dice que por ser los factores más difíciles de cambiar a corto plazo, y los que por su materialidad, no pueden ser cambiados a voluntad de manera instantánea, las sociedades se evolucionan restringidas por las condiciones que la infraestructura impone sobre la sociedad, especialmente sobre el modo de producción, cómo se organiza la producción y qué y para quién se produce.